# Lista cluburilor de fotbal din țări non-anglofone cu denumiri engleze
Multe cluburi de fotbal, deși își au reședința în țări non-anglofone, poartă în denumire elemente englezești. Tradiția de a adăuga cuvinte englezești în denumirea echipelor a început în țările latinice din Europa de Sud-Vest și America Latină. Spre exemplu, multe echipe din Portugalia au denumiri ce includ cuvintele engleze "sport" sau "sporting". 
Dictaturile lui Benito Mussolini în Italia și Francisco Franco în Spania au interzis denumirile englezești pentru cluburile de fotbal, ca rezultat multe cluburi redenumindu-se pe durata acestor regimuri, ca ulterior după căderea regimurilor dictatoriale o bună parte din ele să-și recapete denumirea originală.

## Cluburi cu denumiri engleze neuzuale sau unice
| Echipa                                 | Țara              | Fondat | Note |
| -------------------------------------- | ----------------- | ------ | --- |
| All Boys                               | Argentina         | 1913   | În spaniolă ar fi Todos Muchachos. |
| Chaco For Ever                         | Argentina         | 1913   | În spaniolă ar fi Chaco Por Siempre |
| Newell's Old Boys                      | Argentina         | 1905   | În spaniolă ar fi Exalumnos de Newell. |
| River Plate                            | Argentina         | 1901   | În spaniolă ar fi Río de la Plata |
| First Vienna FC 1894                   | Austria           | 1894   | În germană ar fi 1. Wiener FC 1894 |
| KV Mechelen                            | Belgia            | 1904   | Nume complet: "Yellow Red Koninklijke Voetbalclub Mechelen". "Yellow Red" a fost adăugat în 2002, de la culorile echipamentului.                                                                            |
| The Strongest                          | Bolivia           | 1908   | În spaniolă ar fi El Más Fuerte |
| Club Blooming                          | Bolivia           | 1946   | În spaniolă ar fi Club Floreciente. |
| FC Santa Claus AC                      | Finlanda          | 1993   | Nume complet: "FC Santa Claus Arctic Circle". Din orașul Rovaniemi, la Cercul Polar de Nord, cu satul lui Santa Claus Village. FC rămâne neschimbat. În finladeză ar fi Joulupukki Napapiiri.               |
| Genoa C.F.C.                           | Italia            | 1893   | Fondat ca "Genoa Cricket and Athletic Club". Sub regimul lui Mussolini a fost redenumit în "Genova 1893".                                                                                                   |
| A.C. Milan                             | Italia            | 1899   | Folosește englezescul „Milan” în locul italienescului Milano. Ultima formă a fost folosită în timpul regimului lui Mussolini.                                                                               |
| Sheriff Tiraspol                       | Republica Moldova | 1997   | |
| Go Ahead Eagles                        | Țările de Jos     | 1902   | Clubul a fost fondat în 1902 ca Be Quick, deși a fost schimbat în Go Ahead la cererea Asociației de fotbal daneze. Sufixul Eagles a fost adăugat în 1971, la sugestia antrenorului de atunci, Barry Hughes. |
| Sport Boys                             | Peru              | 1927   | Denumire completă: "Club Sport Boys Association". În spaniolă ar fi Muchachos del Deporte. |
| Old Boys Basel                         | Elveția           | 1894   | În germană ar fi alte Jungs. |
| Young Boys Bern                        | Elveția           | 1898   | În germană ar fi junge Jungs. |
| Grasshopper-Club Zürich                | Elveția           | 1886   | Fondat de un grup de studenți englezi expatriați. În germană ar fi Grashüpfer. |
| Club Atlético River Plate (Montevideo) | Uruguay           | 1932   | Numit după clubul argentinian cu același nume. |

## Cluburi denumite după echipe sau orașe britanice
| Echipa                          | Țara      | Fondat | Note |
| ------------------------------- | --------- | ------ | --- |
| Arsenal de Sarandí              | Argentina | 1957   | Numit după clubul englez Arsenal F.C.. |
| Sport Club Corinthians Paulista | Brazilia  | 1910   | Numit după clubul englez Corinthian F.C.. În portugheză ar fi Coríntios.                                                                                  |
| Everton de Viña del Mar         | Chile     | 1909   | Numit după clubul englez Everton F.C. |
| C.S.D. Rangers                  | Chile     | 1902   | Fondat de un emigrant scoțian. Numit după Rangers F.C. din Glasgow.                                                                                       |
| Santiago Wanderers              | Chile     | 1892   | Numele a fost inspirat de acum defuncta Valparaíso Wanderers F.C., care a fost numită cel mai probabil după Wanderers F.C.. În spaniolă ar fi Vagabundos. |
| Liverpool F.C. (Montevideo)     | Uruguay   | 1915   | Numit după orașul Liverpool (nu după clubul cu același nume), datorită relațiilor comerciale dintre porturi cu cele din Uruguay.                          |
| Montevideo Wanderers F.C.       | Uruguay   | 1902   | Numit după Wolverhampton Wanderers |

## Cluburi ce conțin cuvântul "Athletic"
| Echipa          | Țara   | Fondat | Note                                                                           |
| --------------- | ------ | ------ | ------------------------------------------------------------------------------ |
| Athletic Bilbao | Spania | 1898   | Nume oficial "Athletic Club". Redenumit "Atlético Bilbao" sub regimul Franco.  |
| AC Ajaccio      | Franța | 1910   | Denumire completă "Athletic Club Ajaccio". În franceză ar fi Club athlétique.  |
| A.C. Barnechea  | Chile  | 1929   | Denumire completă "Athletic Club Barnechea. În spaniolă ar fi "Club Atlético". |

## Cluburi ce conțin cuvântul "Racing"
| Echipa                            | Țara      | Fondat | Note                                                                                             |
| --------------------------------- | --------- | ------ | ------------------------------------------------------------------------------------------------ |
| Racing Club de Avellaneda         | Argentina | 1903   | Numit după Racing Club de France                                                                 |
| K.R.C. Genk                       | Belgia    | 1988   | Denumire completă: "Koninklijke Racing Club Genk"                                                |
| Racing Club de France Colombes 92 | Franța    | 1882   | Fondat ca Racing Club de France de un grup de alergători.                                        |
| RC Lens                           | Franța    | 1906   | Denumire completă Racing Club de Lens, format de localnici susținători ai Racing Club de France. |
| RC Strasbourg                     | Franța    | 1906   | Denumire completă „Racing Club de Strasbourg”. Forma din prezent a fost adoptată în 1919         |
| Racing de Santander               | Spania    | 1913   | Redenumit "Real Santander" sub regimul Franco.                                                   |
| Racing Club de Montevideo         | Uruguay   | 1919   |                                                                                                  |

## Cluburi ce conțin cuvântul "Sporting"
| Echipa                         | Țara       | Fondat | Note |
| ------------------------------ | ---------- | ------ | --- |
| R.S.C. Anderlecht              | Belgia     | 1908   | Denumire completă "Royal Sporting Club Anderlecht" |
| R. Charleroi S.C.              | Belgia     | 1904   | Denumire completă "Royal Charleroi Sporting Club" |
| K.S.C. Lokeren Oost-Vlaanderen | Belgia     | 1923   | Fondat ca "Racing Club Lokeren". Numele din prezent a fost adoptat în 2003.                                                                             |
| Ceará                          | Brazilia   | 1914   | Denumire completă "Ceará Sporting Club" |
| Barcelona Sporting Club        | Ecuador    | 1925   | |
| Sporting Kristina              | Finlanda   | 1994   | |
| SC Bastia                      | Franța     | 1905   | Denumire completă "Sporting Club de Bastia" |
| Lille OSC                      | Franța     | 1944   | Denumire completă "Lille Olympique Sporting Club" |
| Sporting Cristal               | Peru       | 1955   | |
| S.C. Olhanense                 | Portugalia | 1912   | Denumire completă "Sporting Clube Olhanense" |
| Portimonense S.C.              | Portugalia | 1914   | Denumire completă "Portimonense Sporting Clube" |
| Sporting Clube de Portugal     | Portugalia | 1906   | Mai bine cunoscut ca Sporting Lisabona. Numele din prezent a fost adoptat în 1920, fiind cunoscut în trecut sub denumirea „Campo Grande Sporting Club”. |
| S.C. Braga                     | Portugalia | 1915   | Denumire completă "Sporting Clube de Braga". Numit după Sporting Clube de Portugal                                                                      |
| Sporting de Gijón              | Spania     | 1905   | Fondat ca "Sporting Gijonés". Redenumit "Real Gijón" sub regimul Franco                                                                                 |
| Defensor Sporting              | Uruguay    | 1913   | |

## Cluburi ce conțin cuvântul "Sport"
| Echipa               | Țara       | Fondat | Note |
| -------------------- | ---------- | ------ | --- |
| Internacional        | Brazilia   | 1909   | Denumire completă "Sport Club Internacional" |
| Club Sport Emelec    | Ecuador    | 1929   | |
| Sport Boys           | Peru       | 1927   | Denumire completă: "Club Sport Boys Association". |
| Sport Huancayo       | Peru       | 2007   | |
| S.C. Beira-Mar       | Portugalia | 1922   | Denumire completă "Sport Clube Beira-Mar" |
| S.L. Benfica         | Portugalia | 1904   | Denumire completă "Sport Lisboa e Benfica". Fondat în 1904 ca "Grupo Sport Lisboa". A adoptat denumirea curentă în 1908.                                                |
| C.S. Marítimo        | Portugalia | 1910   | Denumire completă "Club Sport Marítimo". |
| Vitória S.C.         | Portugalia | 1922   | Denumire completă "Vitória Sport Club". Deseori cunoscut ca "Vitória de Guimarães" pentru a o diferenția de Vitória F.C., de asemenea cunoscut ca "Vitória de Setúbal". |
| Deportivo Anzoátegui | Venezuela  | 2002   | Denumire completă "Deportivo Anzoátegui Sport Club" |
| Monagas Sport Club   | Venezuela  | 1987   | |

## Cluburi ce conțin cuvântul "Football"
Sute de echipe din întreaga lume. Aici sunt listate doar câteva mai specifice.
| Echipa                           | Țara     | Fondat | Note                                              |
| -------------------------------- | -------- | ------ | ------------------------------------------------- |
| Coritiba Foot Ball Club          | Brazilia | 1909   |                                                   |
| Grêmio Foot-Ball Porto Alegrense | Brazilia | 1903   |                                                   |
| Independiente F.B.C.             | Paraguay | 1925   | Denumire completă: "Independiente Foot-Ball Club" |
| Tacuary                          | Paraguay | 1923   | Denumire completă: "Tacuary Foot-Ball Club"       |
| José Gálvez FBC                  | Peru     | 1951   | Denumire completă: "José Gálvez Foot Ball Club"   |
| FBC Melgar                       | Peru     | 1915   | Denumire completă: "Foot Ball Club Melgar"        |

Echivalentul portughez ar fi Futebol. Echivalentul italian ar fi Calcio. Olandeză - Voetbal. Suedeză - Fotboll. Spaniolă - Fútbol.

## Cluburi ce conțin cuvântul "Kickers"
| Echipa              | Țara     | Fondat | Note |
| ------------------- | -------- | ------ | ---- |
| Kickers Emden       | Germania | 1946   |      |
| Kickers Offenbach   | Germania | 1901   |      |
| Stuttgarter Kickers | Germania | 1899   |      |
| Würzburger Kickers  | Germania | 1907   |      |

În germană pentru anglicismul "Kicker" e folosit sinonimul "Fußballspieler".